# Jiří Václav Janeček
Jiří Janeček (* 24. dubna 1934) je český kryptoanalytik (luštitel) a autor, zejména knih o historii šifrování.

## Život
Jiří Janeček se narodil v Hranicích na Moravě. Vystudoval matematickou statistiku na MFF UK v Praze. V letech 1956-1990 pracoval jako vojenský luštitel a programátor na Zpravodajské správě Generálního štábu ČSLA.
Luštitelské úlohy začal programovat již od roku 1963 na sálové počítače a od roku 1980 je přeprogramovával na stolní počítač. Je podepsán jako autor pod mnoha počítačovými programy pro kryptoanalýzu, především pro šifrovací strojeHagelin.
Sestavil také katalog významných světových kryptologů.
Konference Secret of Ciphers, konané ve dnech 30. 5. 2011 až 2. 6. 2011, se zúčastnil přednáškou o činnosti československých vojenských luštitelů v době studené války v druhé polovině 20. století.
Pro Národní technické muzeum v Praze, v roce 2012 rozluštil šifrovanou část deníku československého fotografa a chemika, inženýra Přemysla Koblice.
Janečkovy knihy o historii kryptologie jsou doporučovány i při studiu oborů kryptografie vysoké škole např. Rozluštěná tajemství; Luštitelé, dešifranti kódy a odhalení; Gentlemani nečtou cizí dopisy nebo Odhalená tajemství šifrovacích klíčů minulosti.

## Dílo
- Odhalená tajemství šifrovacích klíčů minulosti –1., 2. a 3. díl (1994)
- Gentlemani (ne)čtou cizí dopisy (1998)
- Válka šifer (2001)
- Rozluštěná tajemství (2006)
- Londýnská rozvědka
- Persko-český speciální slovník
- Korespondence kryptologů
- Doplňky k luštění stroje KRYHA